# Rationalisatie (landbouw)
Met de rationalisatie in de landbouw  doelt men op de vergroting van de doelmatigheid van de bedrijfsvoering. Daarbij worden nieuwe hulpmiddelen ingezet om een hogere opbrengst per hectare te krijgen, zoals meer bestrijdingsmiddelen en kunstmest. Ook gaat het om efficiëntere wijze van oogst, transport en opslag in de akkerbouw en het voeden, melken en verwerken in de veeteelt.
De rationalisatie maakt onderdeel uit van een overgang van een kleinschalige ambachtelijke landbouw naar een grootschalige industriële landbouw die in veel Westerse  landen in de twintigste eeuw heeft plaatsgehad. Het heeft tot een veel grotere productie geleid, in een aantal opzichten een betere kwaliteit van de producten maar vaak ook tot schade aan milieu en natuur.
De rationalisatie gaat vaak gepaard met andere processen, zoals:
- Schaalvergroting zowel wat betreft bedrijven als arealen, zoals bij ruilverkaveling en landinrichting
- Intensivering, zoals vergroting van de veedichtheid in de intensieve vee-, pluimvee- en varkenshouderij, de toename van de kassenteelt, aanpassing van het maairegime met eerder en vaker maaien en meer diergeneesmiddelengebruik;
- Specialisatie waardoor gemengde bedrijven verdwijnen;
- Mechanisatie waardoor mens- en dierkracht is vervangen door machines;
- Globalisering waarbij voedermiddelen in het buitenland worden gekocht en  ook de afzet zich uitstrekt tot de hele wereld.

## Bron
- Ontwikkelingen in de landbouw, 1900-2008 van het Compendium voor de Leefomgeving